# كيميائي معتمد
ميثاق تشارترد للكيميائي (CChem) هو الميثاق الملكي الممنوح من قبل الجمعية الملكية للكيمياء في المملكة المتحدة ومن قبل المعهد الكيميائي الأسترالي الملكي (RACI) في أستراليا.
ويدل الحصول على هذا الميثاق في أي مهنة على أن صاحبه لديه مستوى عال من معرفة الموضوعات المتخصصة والكفاءة المهنية. ومن ثم، تقر جائزة ميثاق تشارترد للكيميائي بعمل الكيميائيين الممارسين من ذوي الخبرة الذين لديهم معرفة متعمقة بالكيمياء ولديهم إنجازات شخصية مهمة في مجال الكيمياء والاحترافية في مكان العمل والالتزام بالحفاظ على الخبرة الفنية من خلال التطوير المهني المستمر.
وينبغي على المرشحين لهذا الميثاق في المملكة المتحدة تلبية المتطلبات التالية:
- أن يكون عضوًا أو زميلاً في الجمعية الملكية للكيمياء؛
- الحصول على شهادة معتمدة من قبل الجمعية الملكية للكيمياء (أو ما يعادلها)؛
- إظهار المعرفة والمهارات الكيميائية المكتسبة من تعليمهم وتدريبهم الأساسي لتلبية احتياجات عملهم؛
- إظهار تقدم في اثنتي عشرة صفة مهنية.

وفي أستراليا تعتبر المتطلبات هي بصورة عامة نفس المذكورة أعلاه.